# Promenade Rosemonde-Pujol
La  promenade Rosemonde-Pujol, au centre de la promenade Pereire, est un square du 17e arrondissement de Paris.

## Situation et accès
La promenade se situe entre la promenade Gilberte-Brossolette et la promenade Thérèse-Pierre.
La promenade comprend une allée entourée de massifs de rosiers, de magnolias étoilés, bruyères, rhododendrons, Pieris, azalées, camélias, pivoines, hémérocalles et des pergolas avec clématites, houblon, glycine, chèvrefeuille et deux cents poiriers à feuilles de saule. Elle comprend des espaces clos ou ouverts avec espaces de jeux.
Le site est desservi par la ligne   à la station Pereire.

## Origine du nom
La promenade rend hommage à la résistante, écrivaine et militante Rosemonde Pujol (1917-2009).

## Historique
La promenade qui dissimule la ligne souterraine du RER C fut aménagée en 1989 sur la couverture réalisée en 1986-1987 de la tranchée de l'ancienne ligne d'Auteuil. Cette ligne ouverte en 1854, fermée en 1985, et remplacée sur ce tronçon par la branche nord-est du RER C entrée en service en 1988, comportait depuis 1900 quatre voies au milieu du boulevard.
Elle est dénommée officiellement depuis 2019,.

## Art public
La promenade accueille l'œuvre Les Arbres de Boris Lejeune.